# Paraphaenocladius cuneipennis
Paraphaenocladius cuneipennis är en tvåvingeart som först beskrevs av Freeman 1961.  Paraphaenocladius cuneipennis ingår i släktet Paraphaenocladius och familjen fjädermyggor.
Artens utbredningsområde är Madagaskar. Inga underarter finns listade i Catalogue of Life.